# Franz Krinninger
Franz Salesius Krinninger (5. Februar 1844 in Neunkirchen – 19. Februar 1899 ebenda) war ein österreichischer Komponist und Chorleiter. Er fungierte als Chormeister des Gesang- und Orchestervereins Neunkirchen.

## Leben und Werk
Franz Krinninger zeigte früh musikalische Begabung, die aber von den Eltern nicht gefördert wurde. Er besuchte die Realschule in Wiener Neustadt und studierte parallel dazu Gesang, Violine und Klavier. Er absolvierte eine Lehre im Lebensmittelgeschäft seines Vaters und danach eine kaufmännische Ausbildung in Wien. 1861 wurde er Mitglied des Gesang- und Orchestervereins Neunkirchen. Eine längere Reise führte ihn nach Deutschland und Italien. 1865 übernahm er gemeinsam mit seinem Bruder das väterliche Geschäft, vernachlässigte aber seine weitere musikalische Ausbildung nicht. Ebenfalls 1865 übernahm er für einige Jahre die Funktion des Chormeisters im Neunkirchner Gesang- und Orchesterverein.
Ab 1868 nahm er – im Rahmen einer zweiten Deutschlandreise – einige Monate lang Privatunterricht in Komposition und Instrumentation bei dem Musikpädagogen, Komponisten und Dirigenten Carl Reinecke in Leipzig. Er komponierte eine Reihe von Opern und Singspielen, nach eigenem Libretto, geistliche und weltliche Lieder und Balladen, Klavierstücke, eine Serenade, Motetten und Männerchöre. Einige seiner Werke gelangten auch in Wien zur Aufführung, beispielsweise die Ouvertüre Die Zunftmeister von Nürnberg im Musikverein und das Singspiel Der Streit der Handwerker im Jahr 1917 im Konzerthaus. Er starb bereits im Alter von 55 Jahren.

### Nachkommen und Verwandte
Sein Sohn Heinrich (1872–93) studierte Fagott, Horn, Klavier, Orgel und Musiktheorie am Konservatorium der Gesellschaft der Musikfreunde in Wien. Er war Theorieschüler von Anton Bruckner und spielte im K.u.k. Infanterie-Regiment Hoch- und Deutschmeister Nr. 4 unter Carl Michael Ziehrer. Heinrich Krinninger verübte Selbstmord.
Sein Neffe Franz Krinninger (1882–1969) betätigte sich als Dichter, dessen Schwester Sabine (1892–1972) war Malerin.

## Werke
Opern nach eigenen Libretti
- Die Spanierin im Mond
- Konradin
- Klara Hebert (1878)
- Quintin Messys, der Meister von Antwerpen (1885, UA 15. Dezember 1900 in Wiener Neustadt)
- Der Schwalben Heimkehr, Singspiel für Knaben
- Der Streit der Handwerker
- Melodramen (Die Wallfahrt nach Kevelaer, Die Königin von Arragon u. a.)

Weitere Werke
- Serenade für Streichorchester
- Ouvertüre Die Zunftmeister von Nürnberg
- Musik zu Ferdinand Raimunds Der Verschwender
- Lieder (verlegt in Leipzig, Wien, Wiener Neustadt)
- Männerchöre
- kleinere Kirchenmusik
- Klavierstücke

## Ehrungen

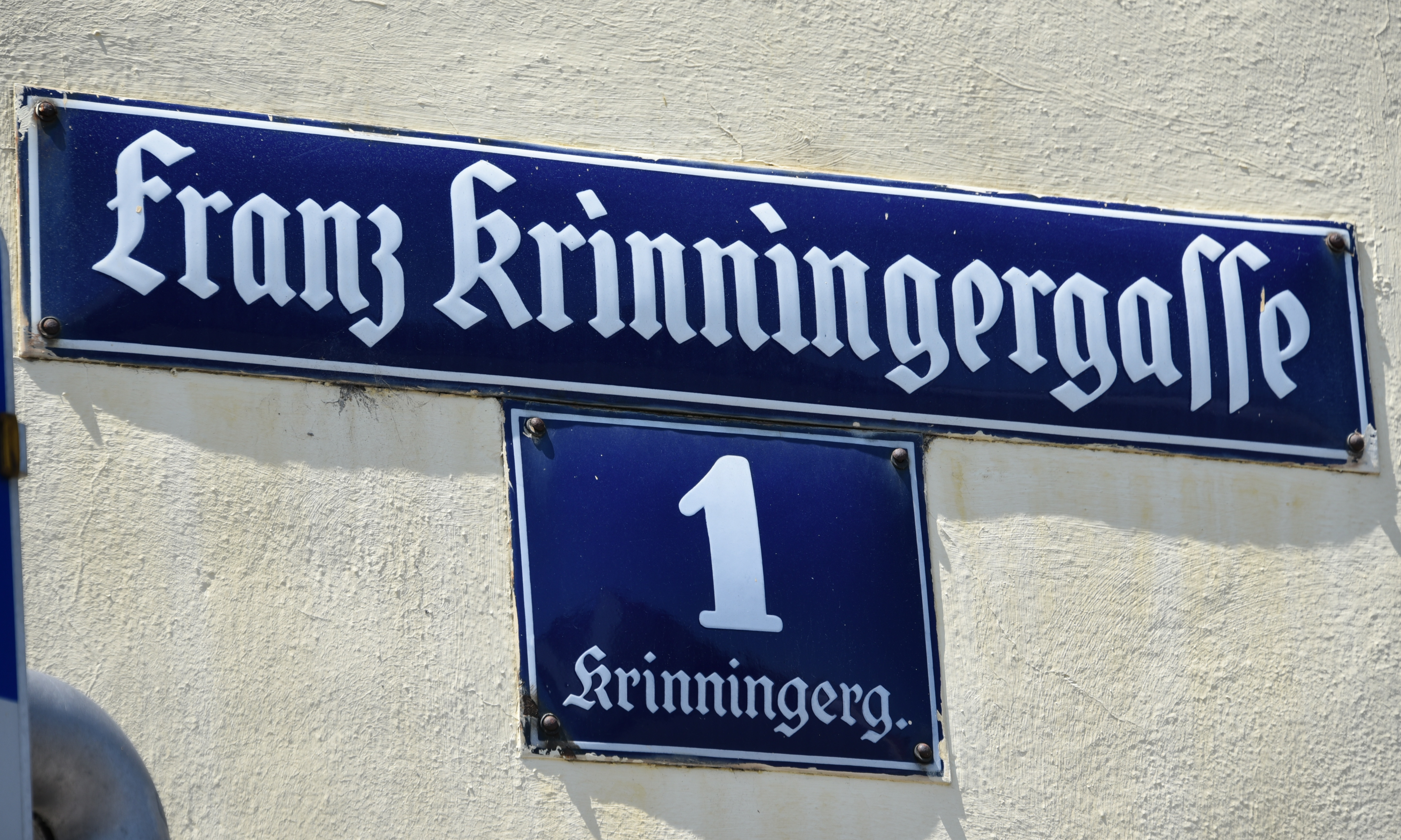

- An seinem Geburts- und Sterbehaus ist eine Gedenktafel angebracht.
- Eine Gasse in Neunkirchen trägt seinen Namen.